# Saison 2009-2010 du Werder Brême
Maillots
Dernière mise à jour : 7 mai 2010.
Chronologie
Saison précédente Saison suivante
La saison 2009-2010 du Werder Brême est la vingt-neuvième saison consécutive du club dans la première division allemande. Engagé dans l'édition 2009-2010 de la Bundesliga, le Werder l'est aussi dans la toute nouvelle Ligue Europa, ayant remporté la Coupe d'Allemagne la saison précédente contre le Bayer Leverkusen, sur le score d'un but à zéro.
Après avoir occupé les premières places en championnat en début de saison, le Werder connaît ensuite une période plus difficile avant de retrouver le podium et de finalement terminer à la troisième place du classement, synonyme de tour de barrages de la Ligue des champions. En Coupe d'Allemagne, le club défend son titre jusqu'en finale avant d'être battu par le Bayern Munich (quatre buts à zéro). Au niveau européen, après une phase de poules quasiment parfaite, le Werder est éliminé au stade des huitièmes de finale, battu par le Valence CF via la règle des buts marqués à l'extérieur.
Individuellement, Claudio Pizarro termine cette saison en étant le meilleur buteur du club (16 réalisations en championnat et 29 toutes compétitions confondues), tandis que le jeune Mesut Özil termine meilleur passeur du championnat (17 passes décisives).

## Bilan de la saison

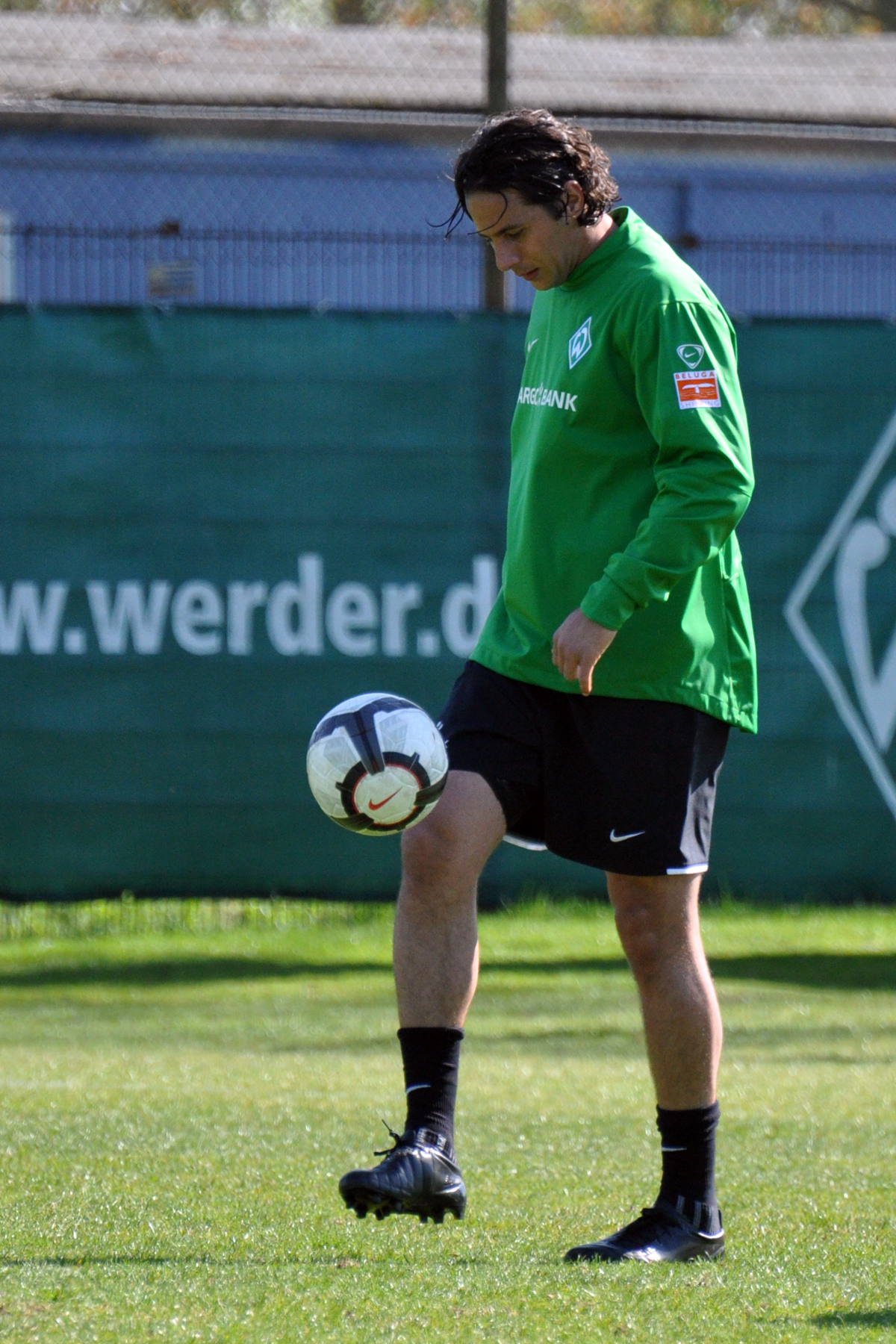
Claudio Pizarro, meilleur buteur du club cette saison.

Classé troisième de Bundesliga, le Werder se qualifie pour le tour de barrages de la Ligue des champions 2010-2011, deux ans après sa dernière campagne dans la plus prestigieuse des compétitions européennes.
Dans sa tradition d'équipe très offensive, le Werder termine la saison de Bundesliga avec la deuxième meilleure attaque (71 buts en 34 matchs), à seulement une unité du Bayern Munich, sacré champion cette année et leader dans ce domaine. Elle est portée par son buteur Claudio Pizarro et ses jeunes milieux offensifs Marko Marin et Mesut Özil, ce dernier terminant meilleur passeur du championnat (17 passes décisives distribuées). Les deux jeunes Allemands sont également récompensés par le titre honorifique de meilleur joueur du mois (novembre et mars respectivement). Toujours solidement défendu par sa paire centrale Naldo - Per Mertesacker, le Werder est cette saison la quatrième meilleure défense d'Allemagne (40 buts encaissés, contre 31 pour le Bayern et Schalke 04).
En Coupe d'Europe, le club est sorti en huitièmes de finale de la Ligue Europa par le Valence CF. Même si ce résultat est moins bon que celui de la saison précédente, il installe un peu plus le club allemand sur la scène européenne, en réussissant à atteindre les huitièmes de finale d'une grande compétition pour la sixième année consécutive. Avec neuf buts inscrits tout au long de la compétition, Pizarro termine co-meilleur buteur de la Ligue Europa avec le Paraguayen Óscar Cardozo du Benfica Lisbonne.

## Transferts

### Mercato d'été
| Type de transfert     | Nom                 | Contrat                           | Provenance / Destination |
| Arrivées · (12,45 M€) | Tim Borowski        | Transfert (3 ans, 750 000€)       | Bayern Munich            |
| Arrivées · (12,45 M€) | Said Husejinović    | Retour de prêt                    | 1. FC Kaiserslautern     |
| Arrivées · (12,45 M€) | / Marko Marin       | Transfert (4 ans, 8,2 M€)         | Borussia Mönchengladbach |
| Arrivées · (12,45 M€) | Marcelo Moreno      | Prêt (1 an, 1,5 M€)               | Chakhtar Donetsk         |
| Arrivées · (12,45 M€) | John Jairo Mosquera | Retour de prêt                    | SønderjyskE              |
| Arrivées · (12,45 M€) | / Claudio Pizarro   | Transfert définitif (3 ans, 2 M€) | Chelsea FC               |
| Arrivées · (12,45 M€) | Boubacar Sanogo     | Retour de prêt                    | TSG 1899 Hoffenheim      |
| Arrivées · (12,45 M€) | Kevin Schindler     | Retour de prêt                    | Hansa Rostock            |
| Départs · (32,38 M€)  | Frank Baumann       | Fin de carrière                   | Fin de carrière          |
| Départs · (32,38 M€)  | / Diego             | Transfert (5 ans, 27 M€)          | Juventus                 |
| Départs · (32,38 M€)  | Martin Harnik       | Prêt (1 an, 300 000€)             | Fortuna Düsseldorf       |
| Départs · (32,38 M€)  | Max Kruse           | Transfert libre (2 ans)           | FC Sankt Pauli           |
| Départs · (32,38 M€)  | John Jairo Mosquera | Prêt (1 an)                       | Union Berlin             |
| Départs · (32,38 M€)  | Nico Pellatz        | Résiliation de contrat            | Résiliation de contrat   |
| Départs · (32,38 M€)  | Boubacar Sanogo     | Transfert (3 ans, 5 M€)           | AS Saint-Étienne         |
| Départs · (32,38 M€)  | Kevin Schindler     | Prêt (1 an, 75 000€)              | FC Augsburg              |
| Départs · (32,38 M€)  | Aléxandros Tziólis  | Retour de prêt                    | Panathinaïkos            |

### Mercato d'hiver
| Type de transfert       | Nom             | Contrat                       | Provenance / Destination |
| Arrivées · (550 000 M€) | Aymen Abdennour | Prêt (6 mois, 200 000€)       | ES Sahel                 |
| Arrivées · (550 000 M€) | Kevin Schindler | Retour de prêt                | FC Augsburg              |
| Arrivées · (550 000 M€) | Sandro Wagner   | Transfert (4 ans ½, 350 000€) | MSV Duisbourg            |
| Départs · (0 €)         | Marcelo Moreno  | Retour de prêt                | Chakhtar Donetsk         |
| Départs · (0 €)         | Torsten Oehrl   | Prêt (6 mois)                 | Fortuna Düsseldorf       |
| Départs · (0 €)         | Kevin Schindler | Prêt (6 mois)                 | MSV Duisbourg            |
| Départs · (0 €)         | Duško Tošić     | Résiliation de contrat        | Résiliation de contrat   |
| Départs · (0 €)         | Jurica Vranješ  | Prêt (6 mois)                 | Gençlerbirliği SK        |

## Effectif professionnel
Ci-dessous figure la liste des joueurs professionnels du Werder Brême lors de la saison 2009-2010.
| N° | Po. | Nom                | Date de naissance |
| -- | --- | ------------------ | ----------------- |
| 1  | G   | Tim Wiese          | 17 décembre 1981  |
| 2  | D   | Sebastian Boenisch | 1er février 1987  |
| 3  | D   | Petri Pasanen      | 24 septembre 1980 |
| 4  | D   | Naldo              | 10 septembre 1982 |
| 6  | M   | / Tim Borowski     | 2 mai 1980        |
| 7  | M   | Jurica Vranješ     | 31 janvier 1980   |
| 8  | D   | Clemens Fritz      | 7 décembre 1980   |
| 9  | A   | Markus Rosenberg   | 27 septembre 1982 |
| 10 | M   | / Marko Marin      | 13 mars 1989      |
| 11 | M   | Mesut Özil         | 15 octobre 1988   |
| 13 | D   | Duško Tošić        | 19 janvier 1985   |
| 14 | A   | / Aaron Hunt       | 4 juin 1986       |
| 15 | D   | Sebastian Prödl    | 21 juin 1987      |
| 16 | D   | Aymen Abdennour    | 6 août 1989       |
| 17 | M   | Said Husejinović   | 13 mai 1988       |
| 19 | A   | Sandro Wagner      | 29 novembre 1987  |
| 20 | M   | Daniel Jensen      | 25 juin 1979      |

| N° | Po. | Nom               | Date de naissance |
| -- | --- | ----------------- | ----------------- |
| 21 | G   | Sebastian Mielitz | 18 juillet 1989   |
| 22 | M   | Torsten Frings    | 22 novembre 1976  |
| 23 | A   | Hugo Almeida      | 23 mai 1984       |
| 24 | A   | / Claudio Pizarro | 3 octobre 1978    |
| 25 | M   | Peter Niemeyer    | 22 novembre 1983  |
| 27 | D   | Niklas Andersen   | 4 août 1988       |
| 29 | D   | Per Mertesacker   | 29 septembre 1984 |
| 30 | A   | Márkó Futács      | 22 février 1990   |
| 31 | M   | Kevin Artmann     | 21 avril 1986     |
| 32 | M   | / José-Alex Ikeng | 30 janvier 1988   |
| 33 | G   | Christian Vander  | 24 octobre 1980   |
| 34 | A   | Martin Harnik     | 10 juin 1987      |
| 39 | A   | Marcelo Moreno    | 18 juin 1987      |
| 44 | M   | Philipp Bargfrede | 3 mars 1989       |
| 45 | M   | Timo Perthel      | 11 février 1989   |
| 47 | A   | Torsten Oehrl     | 7 janvier 1986    |

Légende : G : Gardien de but ; D : Défenseur ; M : Milieu de terrain ; A : Attaquant.

## Statistiques

### Classement des buteurs
1. Pizarro : 16 buts
2. Hunt, Özil : 9 buts
3. Almeida : 7 buts
4. Frings : 6 buts
5. Mertesacker, Naldo : 5 buts
6. Borowski, Marin : 4 buts
7. Fritz, Niemeyer, Prödl, Rosenberg, Sanogo[Note 3] : 1 but

### Classement des passeurs
1. Özil : 17 passes décisives
2. Marin : 14 passes décisives
3. Hunt : 6 passes décisives
4. Fritz : 4 passes décisives
5. Bargfrede, Boenisch, Naldo, Pasanen, Pizarro : 3 passes décisives
6. Frings, Jensen : 2 passes décisives
7. Almeida, Mertesacker : 1 passe décisive

### Affluences
- Affluence moyenne[13] : 36 015 spectateurs (12e place)
- Plus forte affluence : 41 150 spectateurs (34e journée, Brême - Hambourg SV)
- Plus faible affluence : 32 875 spectateurs (7e journée, Brême - Mayence)
- Taux de remplissage moyen : 85,03 %

## Compétitions

### Bundesliga
| Bilan des matches |    |    |    |    |    |    |    |    |    |    |    |    |    |    |    |    |    |    |    |    |    |    |    |    |    |    |    |    |    |    |    |    |    |    |
| Journée           | 01 | 02 | 03 | 04 | 05 | 06 | 07 | 08 | 09 | 10 | 11 | 12 | 13 | 14 | 15 | 16 | 17 | 18 | 19 | 20 | 21 | 22 | 23 | 24 | 25 | 26 | 27 | 28 | 29 | 30 | 31 | 32 | 33 | 34 |
| Lieu              | D  | E  | D  | E  | D  | E  | D  | E  | D  | E  | E  | D  | E  | D  | E  | D  | E  | E  | D  | E  | D  | E  | D  | E  | D  | E  | D  | D  | E  | D  | E  | D  | E  | D  |
| Résultat          | D  | N  | V  | V  | N  | N  | V  | V  | V  | V  | N  | N  | V  | N  | N  | D  | D  | D  | D  | D  | V  | V  | N  | V  | N  | V  | V  | V  | D  | V  | V  | V  | V  | N  |
| Classement        | 14 | 12 | 7  | 3  | 6  | 8  | 5  | 4  | 4  | 3  | 2  | 2  | 2  | 2  | 2  | 4  | 6  | 6  | 6  | 6  | 6  | 6  | 6  | 6  | 6  | 6  | 5  | 5  | 5  | 5  | 3  | 3  | 3  | 3  |

Légende : 
- Résultat : V (Victoire) / N (Match nul) / D (Défaite)

#### Détail des matches
| 1re journée                | Werder Brême                                    | 2–3 | Eintracht Francfort           | Weserstadion, Brême                               |                                                   |
| Samedi 8 août 2009 15 h 30 | Özil 13e (pen.) · Sanogo 44e · Prödl 79e, 90+1e |     | Amanatídis 6e 42e · Fenin 71e | Spectateurs : 33 000 Arbitrage : Helmut Fleischer | Spectateurs : 33 000 Arbitrage : Helmut Fleischer |
| Samedi 8 août 2009 15 h 30 | Rapport                                         |     |                               | Spectateurs : 33 000 Arbitrage : Helmut Fleischer | Spectateurs : 33 000 Arbitrage : Helmut Fleischer |

| 2e journée                  | Bayern Munich | 1–1 | Werder Brême | Allianz Arena, Munich                         |                                               |
| Samedi 15 août 2009 15 h 30 | Gómez 72e     |     | Özil 39e     | Spectateurs : 69 000 Arbitrage : Manuel Gräfe | Spectateurs : 69 000 Arbitrage : Manuel Gräfe |
| Samedi 15 août 2009 15 h 30 | Rapport       |     |              | Spectateurs : 69 000 Arbitrage : Manuel Gräfe | Spectateurs : 69 000 Arbitrage : Manuel Gräfe |

| 3e journée                  | Werder Brême                | 3–0 | Borussia Mönchengladbach | Weserstadion, Brême                          |                                              |
| Samedi 23 août 2009 17 h 30 | Pizarro 21e 38e · Naldo 88e |     |                          | Spectateurs : 34 800 Arbitrage : Günter Perl | Spectateurs : 34 800 Arbitrage : Günter Perl |
| Samedi 23 août 2009 17 h 30 | Rapport                     |     |                          | Spectateurs : 34 800 Arbitrage : Günter Perl | Spectateurs : 34 800 Arbitrage : Günter Perl |

| 4e journée                  | Hertha Berlin              | 2–3 | Werder Brême                        | Stade olympique, Berlin                            |                                                    |
| Samedi 30 août 2009 15 h 30 | Piszczek 77e · Ebert 90+1e |     | Özil 57e · Borowski 74e · Naldo 83e | Spectateurs : 49 176 Arbitrage : Thorsten Kinhöfer | Spectateurs : 49 176 Arbitrage : Thorsten Kinhöfer |
| Samedi 30 août 2009 15 h 30 | Rapport                    |     |                                     | Spectateurs : 49 176 Arbitrage : Thorsten Kinhöfer | Spectateurs : 49 176 Arbitrage : Thorsten Kinhöfer |

| 5e journée                         | Werder Brême | 0–0 | Hanovre 96 | Weserstadion, Brême                             |                                                 |
| Dimanche 13 septembre 2009 15 h 30 |              |     |            | Spectateurs : 34 000 Arbitrage : Markus Schmidt | Spectateurs : 34 000 Arbitrage : Markus Schmidt |
| Dimanche 13 septembre 2009 15 h 30 | Rapport      |     |            | Spectateurs : 34 000 Arbitrage : Markus Schmidt | Spectateurs : 34 000 Arbitrage : Markus Schmidt |

| 6e journée                         | Bayer Leverkusen | 0–0 | Werder Brême | BayArena, Leverkusen                          |                                               |
| Dimanche 20 septembre 2009 17 h 30 |                  |     |              | Spectateurs : 30 210 Arbitrage : Peter Sippel | Spectateurs : 30 210 Arbitrage : Peter Sippel |
| Dimanche 20 septembre 2009 17 h 30 | Rapport          |     |              | Spectateurs : 30 210 Arbitrage : Peter Sippel | Spectateurs : 30 210 Arbitrage : Peter Sippel |

| 7e journée                       | Werder Brême               | 3–0 | 1. FSV Mayence 05 | Weserstadion, Brême                          |                                              |
| Samedi 26 septembre 2009 15 h 30 | Hunt 38e · Pizarro 71e 82e |     |                   | Spectateurs : 32 875 Arbitrage : Felix Brych | Spectateurs : 32 875 Arbitrage : Felix Brych |
| Samedi 26 septembre 2009 15 h 30 | Rapport                    |     |                   | Spectateurs : 32 875 Arbitrage : Felix Brych | Spectateurs : 32 875 Arbitrage : Felix Brych |

| 8e journée                      | VfB Stuttgart | 0–2 | Werder Brême          | Mercedes-Benz Arena, Stuttgart                 |                                                |
| Dimanche 4 octobre 2009 15 h 30 |               |     | Pizarro 3e · Hunt 51e | Spectateurs : 42 000 Arbitrage : Florian Meyer | Spectateurs : 42 000 Arbitrage : Florian Meyer |
| Dimanche 4 octobre 2009 15 h 30 | Rapport       |     |                       | Spectateurs : 42 000 Arbitrage : Florian Meyer | Spectateurs : 42 000 Arbitrage : Florian Meyer |

| 9e journée                     | Werder Brême                  | 2–0 | TSG 1899 Hoffenheim | Weserstadion, Brême                           |                                               |
| Samedi 17 octobre 2009 15 h 30 | Pizarro 18e · Mertesacker 22e |     | Carlos Eduardo 14e  | Spectateurs : 33 916 Arbitrage : Knut Kircher | Spectateurs : 33 916 Arbitrage : Knut Kircher |
| Samedi 17 octobre 2009 15 h 30 | Rapport                       |     |                     | Spectateurs : 33 916 Arbitrage : Knut Kircher | Spectateurs : 33 916 Arbitrage : Knut Kircher |

| 10e journée                      | VfL Bochum | 1–4 | Werder Brême                                    | Rewirpowerstadion, Bochum                     |                                               |
| Dimanche 25 octobre 2009 17 h 30 | Šesták 1re |     | Hunt 9e · Marin 32e · Borowski 76e · Özil 90+1e | Spectateurs : 25 073 Arbitrage : Peter Sippel | Spectateurs : 25 073 Arbitrage : Peter Sippel |
| Dimanche 25 octobre 2009 17 h 30 | Rapport    |     |                                                 | Spectateurs : 25 073 Arbitrage : Peter Sippel | Spectateurs : 25 073 Arbitrage : Peter Sippel |

| 11e journée                    | 1. FC Nuremberg         | 2–2 | Werder Brême   | easyCredit-Stadion, Nuremberg                   |                                                 |
| Samedi 31 octobre 2009 15 h 30 | Eigler 3e · Bunjaku 33e |     | Hunt 72e 90+2e | Spectateurs : 42 258 Arbitrage : Guido Winkmann | Spectateurs : 42 258 Arbitrage : Guido Winkmann |
| Samedi 31 octobre 2009 15 h 30 | Rapport                 |     |                | Spectateurs : 42 258 Arbitrage : Guido Winkmann | Spectateurs : 42 258 Arbitrage : Guido Winkmann |

| 12e journée                      | Werder Brême | 1–1 | Borussia Dortmund | Weserstadion, Brême                           |                                               |
| Dimanche 8 novembre 2009 17 h 30 | Özil 36e     |     | Barrios 54e       | Spectateurs : 34 906 Arbitrage : Manuel Gräfe | Spectateurs : 34 906 Arbitrage : Manuel Gräfe |
| Dimanche 8 novembre 2009 17 h 30 | Rapport      |     |                   | Spectateurs : 34 906 Arbitrage : Manuel Gräfe | Spectateurs : 34 906 Arbitrage : Manuel Gräfe |

| 13e journée                     | SC Fribourg | 0–6 | Werder Brême                                                              | Badenova-Stadion, Fribourg                         |                                                    |
| Samedi 21 novembre 2009 15 h 30 |             |     | Almeida 33e 57e · Marin 55e · Özil 67e · Naldo 73e (pen.) · Rosenberg 82e | Spectateurs : 24 000 Arbitrage : Thorsten Kinhöfer | Spectateurs : 24 000 Arbitrage : Thorsten Kinhöfer |
| Samedi 21 novembre 2009 15 h 30 | Rapport     |     |                                                                           | Spectateurs : 24 000 Arbitrage : Thorsten Kinhöfer | Spectateurs : 24 000 Arbitrage : Thorsten Kinhöfer |

| 14e journée                     | Werder Brême                    | 2–2 | VfL Wolfsburg | Weserstadion, Brême                          |                                              |
| Samedi 28 novembre 2009 15 h 30 | Almeida 62e · Mertesacker 90+1e |     | Džeko 42e 85e | Spectateurs : 34 523 Arbitrage : Günter Perl | Spectateurs : 34 523 Arbitrage : Günter Perl |
| Samedi 28 novembre 2009 15 h 30 | Rapport                         |     |               | Spectateurs : 34 523 Arbitrage : Günter Perl | Spectateurs : 34 523 Arbitrage : Günter Perl |

| 15e journée                      | 1. FC Cologne | 0–0 | Werder Brême | RheinEnergieStadion, Cologne                  |                                               |
| Dimanche 6 décembre 2009 15 h 30 |               |     |              | Spectateurs : 50 000 Arbitrage : Jochen Drees | Spectateurs : 50 000 Arbitrage : Jochen Drees |
| Dimanche 6 décembre 2009 15 h 30 | Rapport       |     |              | Spectateurs : 50 000 Arbitrage : Jochen Drees | Spectateurs : 50 000 Arbitrage : Jochen Drees |

| 16e journée                     | Werder Brême | 0–2 | FC Schalke 04             | Weserstadion, Brême                               |                                                   |
| Samedi 12 décembre 2009 18 h 30 |              |     | Kurányi 47e · Morávek 72e | Spectateurs : 37 000 Arbitrage : Helmut Fleischer | Spectateurs : 37 000 Arbitrage : Helmut Fleischer |
| Samedi 12 décembre 2009 18 h 30 | Rapport      |     |                           | Spectateurs : 37 000 Arbitrage : Helmut Fleischer | Spectateurs : 37 000 Arbitrage : Helmut Fleischer |

| 17e journée                       | Hambourg SV                             | 2–1 | Werder Brême | HSH Nordbank Arena, Hambourg                   |                                                |
| Dimanche 20 décembre 2009 15 h 30 | Mathijsen 9e · Boateng 32e · Jansen 36e |     | Naldo 90+3e  | Spectateurs : 57 000 Arbitrage : Florian Meyer | Spectateurs : 57 000 Arbitrage : Florian Meyer |
| Dimanche 20 décembre 2009 15 h 30 | Rapport                                 |     |              | Spectateurs : 57 000 Arbitrage : Florian Meyer | Spectateurs : 57 000 Arbitrage : Florian Meyer |

| 18e journée                    | Eintracht Francfort | 1–0 | Werder Brême | Commerzbank-Arena, Francfort-sur-le-Main        |                                                 |
| Samedi 16 janvier 2010 15 h 30 | Russ 58e            |     |              | Spectateurs : 45 000 Arbitrage : Michael Weiner | Spectateurs : 45 000 Arbitrage : Michael Weiner |
| Samedi 16 janvier 2010 15 h 30 | Rapport             |     |              | Spectateurs : 45 000 Arbitrage : Michael Weiner | Spectateurs : 45 000 Arbitrage : Michael Weiner |

| 19e journée                    | Werder Brême           | 2–3 | Bayern Munich                      | Weserstadion, Brême                           |                                               |
| Samedi 23 janvier 2010 15 h 30 | Hunt 10e · Almeida 75e |     | Müller 25e · Olić 35e · Robben 78e | Spectateurs : 39 100 Arbitrage : Knut Kircher | Spectateurs : 39 100 Arbitrage : Knut Kircher |
| Samedi 23 janvier 2010 15 h 30 | Rapport                |     |                                    | Spectateurs : 39 100 Arbitrage : Knut Kircher | Spectateurs : 39 100 Arbitrage : Knut Kircher |

| 20e journée                    | Borussia Mönchengladbach                   | 4–3 | Werder Brême                               | Borussia-Park, Mönchengladbach               |                                              |
| Samedi 30 janvier 2010 15 h 30 | Reus 4e · Colautti 13e · Bobadilla 18e 35e |     | Özil 26e · Pizarro 40e · Frings 85e (pen.) | Spectateurs : 47 458 Arbitrage : Felix Brych | Spectateurs : 47 458 Arbitrage : Felix Brych |
| Samedi 30 janvier 2010 15 h 30 | Rapport                                    |     |                                            | Spectateurs : 47 458 Arbitrage : Felix Brych | Spectateurs : 47 458 Arbitrage : Felix Brych |

| 21e journée                     | Werder Brême            | 2–1 | Hertha Berlin | Weserstadion, Brême                          |                                              |
| Vendredi 5 février 2010 20 h 30 | Marin 66e · Pizarro 81e |     | Gekas 68e     | Spectateurs : 35 600 Arbitrage : Günter Perl | Spectateurs : 35 600 Arbitrage : Günter Perl |
| Vendredi 5 février 2010 20 h 30 | Rapport                 |     |               | Spectateurs : 35 600 Arbitrage : Günter Perl | Spectateurs : 35 600 Arbitrage : Günter Perl |

| 22e journée                    | Hanovre 96 | 1–5 | Werder Brême                                                            | AWD-Arena, Hanovre                              |                                                 |
| Samedi 13 février 2010 15 h 30 | Schulz 59e |     | Niemeyer 12e · Naldo 18e · Andreasen 26e (csc) · Hunt 44e · Pizarro 68e | Spectateurs : 44 379 Arbitrage : Markus Schmidt | Spectateurs : 44 379 Arbitrage : Markus Schmidt |
| Samedi 13 février 2010 15 h 30 | Rapport    |     |                                                                         | Spectateurs : 44 379 Arbitrage : Markus Schmidt | Spectateurs : 44 379 Arbitrage : Markus Schmidt |

| 23e journée                      | Werder Brême                    | 2–2 | Bayer Leverkusen         | Weserstadion, Brême                             |                                                 |
| Dimanche 21 février 2010 17 h 30 | Pizarro 34e · Mertesacker 90+2e |     | Derdiyok 29e · Kroos 57e | Spectateurs : 37 500 Arbitrage : Michael Weiner | Spectateurs : 37 500 Arbitrage : Michael Weiner |
| Dimanche 21 février 2010 17 h 30 | Rapport                         |     |                          | Spectateurs : 37 500 Arbitrage : Michael Weiner | Spectateurs : 37 500 Arbitrage : Michael Weiner |

| 24e journée                    | 1. FSV Mayence 05      | 1–2 | Werder Brême             | Stadion am Bruchweg, Mayence                  |                                               |
| Samedi 27 février 2010 15 h 30 | Heller 14e · Bancé 45e |     | Borowski 32e · Prödl 50e | Spectateurs : 20 300 Arbitrage : Babak Rafati | Spectateurs : 20 300 Arbitrage : Babak Rafati |
| Samedi 27 février 2010 15 h 30 | Rapport                |     |                          | Spectateurs : 20 300 Arbitrage : Babak Rafati | Spectateurs : 20 300 Arbitrage : Babak Rafati |

| 25e journée                | Werder Brême                    | 2–2 | VfB Stuttgart                | Weserstadion, Brême                          |                                              |
| Samedi 6 mars 2010 15 h 30 | Almeida 75e · Frings 81e (pen.) |     | Pogrebniak 15e · Khedira 43e | Spectateurs : 36 664 Arbitrage : Felix Brych | Spectateurs : 36 664 Arbitrage : Felix Brych |
| Samedi 6 mars 2010 15 h 30 | Rapport                         |     |                              | Spectateurs : 36 664 Arbitrage : Felix Brych | Spectateurs : 36 664 Arbitrage : Felix Brych |

| 26e journée                   | TSG 1899 Hoffenheim | 0–1 | Werder Brême | Rhein-Neckar-Arena, Sinsheim                  |                                               |
| Dimanche 14 mars 2010 15 h 30 |                     |     | Pizarro 80e  | Spectateurs : 30 150 Arbitrage : Peter Sippel | Spectateurs : 30 150 Arbitrage : Peter Sippel |
| Dimanche 14 mars 2010 15 h 30 | Rapport             |     |              | Spectateurs : 30 150 Arbitrage : Peter Sippel | Spectateurs : 30 150 Arbitrage : Peter Sippel |

| 27e journée                 | Werder Brême                         | 3–2 | VfL Bochum             | Weserstadion, Brême                                |                                                    |
| Samedi 20 mars 2010 15 h 30 | Pizarro 58e · Marin 65e · Frings 81e |     | Šesták 14e · Dedič 63e | Spectateurs : 36 197 Arbitrage : Markus Wingenbach | Spectateurs : 36 197 Arbitrage : Markus Wingenbach |
| Samedi 20 mars 2010 15 h 30 | Rapport                              |     |                        | Spectateurs : 36 197 Arbitrage : Markus Wingenbach | Spectateurs : 36 197 Arbitrage : Markus Wingenbach |

| 28e journée                 | Werder Brême                                                  | 4–2 | 1. FC Nuremberg                       | Weserstadion, Brême                             |                                                 |
| Samedi 27 mars 2010 15 h 30 | Mertesacker 1re 20e · Borowski 36e · Frings 82e · Fritz 90+2e |     | Frantz 47e · Choupo-Moting 63e (pen.) | Spectateurs : 36 123 Arbitrage : Markus Schmidt | Spectateurs : 36 123 Arbitrage : Markus Schmidt |
| Samedi 27 mars 2010 15 h 30 | Rapport                                                       |     |                                       | Spectateurs : 36 123 Arbitrage : Markus Schmidt | Spectateurs : 36 123 Arbitrage : Markus Schmidt |

| 29e journée                 | Borussia Dortmund            | 2–1 | Werder Brême | Signal Iduna Park, Dortmund                   |                                               |
| Samedi 3 avril 2010 15 h 30 | Großkreutz 10e · Subotić 22e |     | Hunt 65e     | Spectateurs : 80 552 Arbitrage : Babak Rafati | Spectateurs : 80 552 Arbitrage : Babak Rafati |
| Samedi 3 avril 2010 15 h 30 | Rapport                      |     |              | Spectateurs : 80 552 Arbitrage : Babak Rafati | Spectateurs : 80 552 Arbitrage : Babak Rafati |

| 30e journée                  | Werder Brême                          | 4–0 | SC Fribourg | Weserstadion, Brême                          |                                              |
| Samedi 10 avril 2010 15 h 30 | Pizarro 35e 56e · Hunt 53e · Özil 66e |     |             | Spectateurs : 37 000 Arbitrage : Felix Brych | Spectateurs : 37 000 Arbitrage : Felix Brych |
| Samedi 10 avril 2010 15 h 30 | Rapport                               |     |             | Spectateurs : 37 000 Arbitrage : Felix Brych | Spectateurs : 37 000 Arbitrage : Felix Brych |

| 31e journée                  | VfL Wolfsburg           | 2–4 | Werder Brême                                      | Volkswagen Arena, Wolfsburg                   |                                               |
| Samedi 17 avril 2010 15 h 30 | Džeko 18e · Grafite 40e |     | Frings 38e (pen.) 62e · Pizarro 50e · Almeida 75e | Spectateurs : 30 000 Arbitrage : Jochen Drees | Spectateurs : 30 000 Arbitrage : Jochen Drees |
| Samedi 17 avril 2010 15 h 30 | Rapport                 |     |                                                   | Spectateurs : 30 000 Arbitrage : Jochen Drees | Spectateurs : 30 000 Arbitrage : Jochen Drees |

| 32e journée                  | Werder Brême        | 1–0 | 1. FC Cologne | Weserstadion, Brême                             |                                                 |
| Samedi 24 avril 2010 18 h 30 | Frings 90+1e (pen.) |     | Geromel 90e   | Spectateurs : 37 900 Arbitrage : Guido Winkmann | Spectateurs : 37 900 Arbitrage : Guido Winkmann |
| Samedi 24 avril 2010 18 h 30 | Rapport             |     |               | Spectateurs : 37 900 Arbitrage : Guido Winkmann | Spectateurs : 37 900 Arbitrage : Guido Winkmann |

| 33e journée                 | FC Schalke 04 | 0–2 | Werder Brême           | Veltins-Arena, Gelsenkirchen                  |                                               |
| Samedi 1er mai 2010 15 h 30 |               |     | Özil 55e · Almeida 64e | Spectateurs : 61 673 Arbitrage : Knut Kircher | Spectateurs : 61 673 Arbitrage : Knut Kircher |
| Samedi 1er mai 2010 15 h 30 | Rapport       |     |                        | Spectateurs : 61 673 Arbitrage : Knut Kircher | Spectateurs : 61 673 Arbitrage : Knut Kircher |

| 34e journée               | Werder Brême | 1–1 | Hambourg SV        | Weserstadion, Brême                             |                                                 |
| Samedi 8 mai 2010 15 h 30 | Pizarro 58e  |     | van Nistelrooy 82e | Spectateurs : 41 150 Arbitrage : Michael Weiner | Spectateurs : 41 150 Arbitrage : Michael Weiner |
| Samedi 8 mai 2010 15 h 30 | Rapport      |     |                    | Spectateurs : 41 150 Arbitrage : Michael Weiner | Spectateurs : 41 150 Arbitrage : Michael Weiner |

#### Classement général
| Rang | Équipe            | Pts | J  | G  | N  | P | Bp | Bc | Diff |
| ---- | ----------------- | --- | -- | -- | -- | - | -- | -- | ---- |
| 1    | Bayern Munich     | 70  | 34 | 20 | 10 | 4 | 72 | 31 | +41  |
| 2    | Schalke 04        | 65  | 34 | 19 | 8  | 7 | 53 | 31 | +22  |
| 3    | Werder Brême      | 61  | 34 | 17 | 10 | 7 | 71 | 40 | +31  |
| 4    | Bayer Leverkusen  | 59  | 34 | 15 | 14 | 5 | 65 | 38 | +27  |
| 5    | Borussia Dortmund | 57  | 34 | 16 | 9  | 9 | 54 | 42 | +12  |

| Légende : Qualifications | Légende : Qualifications                                    |
| ------------------------ | ----------------------------------------------------------- |
|                          | Ligue des champions 2010-2011, phase de groupes : 1er et 2e |
|                          | Ligue des champions 2010-2011, tour de barrages : 3e        |
|                          | Ligue Europa 2010-2011, tour de barrages : 4e               |
|                          | Ligue Europa 2010-2011, 3e tour de qualification : 5e       |

Règles de classement : 1. points ; 2. différence de buts ; 3. buts marqués ; 4. différence de buts particulière

### Coupe d'Allemagne
| Premier tour        | 1. FC Union Berlin (D2) | 0–5 | Werder Brême                                | Stadion An der Alten Försterei, Berlin       |                                              |
| 2 août 2009 14 h 30 |                         |     | Sanogo 12e 27e · Naldo 20e · Moreno 84e 88e | Spectateurs : 18 955 Arbitrage : Felix Brych | Spectateurs : 18 955 Arbitrage : Felix Brych |
| 2 août 2009 14 h 30 | Rapport                 |     |                                             | Spectateurs : 18 955 Arbitrage : Felix Brych | Spectateurs : 18 955 Arbitrage : Felix Brych |

| Seizièmes de finale    | Werder Brême         | 2–1 | FC Sankt Pauli (D2) | Weserstadion, Brême                             |                                                 |
| 23 septembre 2009 19 h | Hunt 29e · Naldo 81e |     | Takyi 75e           | Spectateurs : 31 824 Arbitrage : Guido Winkmann | Spectateurs : 31 824 Arbitrage : Guido Winkmann |
| 23 septembre 2009 19 h | Rapport              |     |                     | Spectateurs : 31 824 Arbitrage : Guido Winkmann | Spectateurs : 31 824 Arbitrage : Guido Winkmann |

| Huitièmes de finale  | Werder Brême                           | 3–0 | 1. FC Kaiserslautern (D2) | Weserstadion, Brême                            |                                                |
| 28 octobre 2009 19 h | Pasanen 28e · Borowski 39e · Oehrl 76e |     |                           | Spectateurs : 26 094 Arbitrage : Deniz Aytekin | Spectateurs : 26 094 Arbitrage : Deniz Aytekin |
| 28 octobre 2009 19 h | Rapport                                |     |                           | Spectateurs : 26 094 Arbitrage : Deniz Aytekin | Spectateurs : 26 094 Arbitrage : Deniz Aytekin |

| Quarts de finale       | Werder Brême                 | 2–1 | TSG 1899 Hoffenheim | Weserstadion, Brême                           |                                               |
| 9 février 2010 20 h 30 | Naldo 27e · Hugo Almeida 75e |     | Tagoe 73e           | Spectateurs : 25 753 Arbitrage : Peter Sippel | Spectateurs : 25 753 Arbitrage : Peter Sippel |
| 9 février 2010 20 h 30 | Rapport                      |     |                     | Spectateurs : 25 753 Arbitrage : Peter Sippel | Spectateurs : 25 753 Arbitrage : Peter Sippel |

| Demi-finales         | Werder Brême            | 2–0 | FC Augsburg (D2) | Weserstadion, Brême                           |                                               |
| 23 mars 2010 20 h 30 | Marin 30e · Pizarro 84e |     |                  | Spectateurs : 31 645 Arbitrage : Manuel Gräfe | Spectateurs : 31 645 Arbitrage : Manuel Gräfe |
| 23 mars 2010 20 h 30 | Rapport                 |     |                  | Spectateurs : 31 645 Arbitrage : Manuel Gräfe | Spectateurs : 31 645 Arbitrage : Manuel Gräfe |

| Finale           | Werder Brême    | 0–4 | Bayern Munich                                                  | Stade olympique, Berlin                            |                                                    |
| 15 mai 2010 20 h | Frings 56e, 76e |     | Robben 36e (pen.) · Olić 52e · Ribéry 63e · Schweinsteiger 83e | Spectateurs : 75 420 Arbitrage : Thorsten Kinhöfer | Spectateurs : 75 420 Arbitrage : Thorsten Kinhöfer |
| 15 mai 2010 20 h | Rapport         |     |                                                                | Spectateurs : 75 420 Arbitrage : Thorsten Kinhöfer | Spectateurs : 75 420 Arbitrage : Thorsten Kinhöfer |

### Supercoupe d'Allemagne
Le match oppose le Werder au champion de Bundesliga 2008-2009, le VfL Wolfsburg, mais n'est pas reconnu officiellement par la fédération allemande (la Supercoupe sera réintroduite officiellement en 2010).
| 20 juillet 2009 | VfL Wolfsburg           | 1–2 | Werder Brême                             | Volkswagen Arena, Wolfsburg                  |                                              |
| 20 h 20         | Grafite 67e · Baier 90e |     | Mertesacker 20e · Fritz 81e · Frings 90e | Spectateurs : 18 000 Arbitrage : Günter Perl | Spectateurs : 18 000 Arbitrage : Günter Perl |
| 20 h 20         | Rapport                 |     |                                          | Spectateurs : 18 000 Arbitrage : Günter Perl | Spectateurs : 18 000 Arbitrage : Günter Perl |

### Ligue Europa

#### Barrages
| Barrages – Match aller | Werder Brême                                                                    | 6–3 | FK Aktobe                    | Weserstadion, Brême                          |                                              |
| 20 août 2009 21 h      | Boenisch 17e · Pizarro 28e · Naldo 36e 65e · Hugo Almeida 60e · Özil 67e (pen.) |     | Strukov 21e 32e · Smakov 87e | Spectateurs : 21 446 Arbitrage : Tony Asumaa | Spectateurs : 21 446 Arbitrage : Tony Asumaa |
| 20 août 2009 21 h      | Rapport                                                                         |     |                              | Spectateurs : 21 446 Arbitrage : Tony Asumaa | Spectateurs : 21 446 Arbitrage : Tony Asumaa |

| Barrages – Match retour   | FK Aktobe             | 0–2 | Werder Brême      | Tcentralny, Aktioubé                             |                                                  |
| 27 août 2009 19 h (UTC+5) | Kenzhisariev 18e, 36e |     | Pizarro 10e 45+1e | Spectateurs : 11 000 Arbitrage : Vladimír Hriňák | Spectateurs : 11 000 Arbitrage : Vladimír Hriňák |
| 27 août 2009 19 h (UTC+5) | Rapport               |     |                   | Spectateurs : 11 000 Arbitrage : Vladimír Hriňák | Spectateurs : 11 000 Arbitrage : Vladimír Hriňák |

Le Werder remporte la manche 8–3.

#### Phase de groupes
| Phase de groupes – Match n°1      | CD Nacional                     | 2–3 | Werder Brême                        | Stade de Madère, Funchal                          |                                                   |
| 17 septembre 2009 20 h 05 (UTC+0) | Felipe Lopes 68e · Halliche 75e |     | Frings 39e (pen.) · Pizarro 55e 85e | Spectateurs : 3 082 Arbitrage : Svein Oddvar Moen | Spectateurs : 3 082 Arbitrage : Svein Oddvar Moen |
| 17 septembre 2009 20 h 05 (UTC+0) | Rapport                         |     |                                     | Spectateurs : 3 082 Arbitrage : Svein Oddvar Moen | Spectateurs : 3 082 Arbitrage : Svein Oddvar Moen |

| Phase de groupes – Match n°2 | Werder Brême                                                   | 3–1 | Athletic Bilbao | Weserstadion, Brême                              |                                                  |
| 1er octobre 2009 19 h        | Hunt 18e · Naldo 41e · Niemeyer 61e, 64e · Frings 90+4e (pen.) |     | Llorente 90+1e  | Spectateurs : 24 305 Arbitrage : Alexandru Tudor | Spectateurs : 24 305 Arbitrage : Alexandru Tudor |
| 1er octobre 2009 19 h        | Rapport                                                        |     |                 | Spectateurs : 24 305 Arbitrage : Alexandru Tudor | Spectateurs : 24 305 Arbitrage : Alexandru Tudor |

| Phase de groupes – Match n°3 | Austria Vienne                | 2–2 | Werder Brême    | Stade Franz-Horr, Vienne                           |                                                    |
| 22 octobre 2009 19 h         | Sulimani 73e · Schumacher 87e |     | Pizarro 19e 63e | Spectateurs : 11 000 Arbitrage : Paolo Tagliavento | Spectateurs : 11 000 Arbitrage : Paolo Tagliavento |
| 22 octobre 2009 19 h         | Rapport                       |     |                 | Spectateurs : 11 000 Arbitrage : Paolo Tagliavento | Spectateurs : 11 000 Arbitrage : Paolo Tagliavento |

| Phase de groupes – Match n°4 | Werder Brême                    | 2–0 | Austria Vienne | Weserstadion, Brême                                 |                                                     |
| 5 novembre 2009 20 h 05      | Borowski 81e · Hugo Almeida 84e |     |                | Spectateurs : 25 121 Arbitrage : Stefan Johannesson | Spectateurs : 25 121 Arbitrage : Stefan Johannesson |
| 5 novembre 2009 20 h 05      | Rapport                         |     |                | Spectateurs : 25 121 Arbitrage : Stefan Johannesson | Spectateurs : 25 121 Arbitrage : Stefan Johannesson |

| Phase de groupes – Match n°5 | Werder Brême                                 | 4–1 | CD Nacional | Weserstadion, Brême                         |                                             |
| 3 décembre 2009 19 h         | Rosenberg 31e 34e · Moreno 84e · Marin 90+2e |     | Micael 61e  | Spectateurs : 24 784 Arbitrage : Alon Yefet | Spectateurs : 24 784 Arbitrage : Alon Yefet |
| 3 décembre 2009 19 h         | Rapport                                      |     |             | Spectateurs : 24 784 Arbitrage : Alon Yefet | Spectateurs : 24 784 Arbitrage : Alon Yefet |

| Phase de groupes – Match n°6 | Athletic Bilbao | 0–3 | Werder Brême                            | Stade San Mamés, Bilbao                         |                                                 |
| 16 décembre 2009 21 h 05     |                 |     | Pizarro 13e · Naldo 20e · Rosenberg 36e | Spectateurs : 27 500 Arbitrage : Serge Gumienny | Spectateurs : 27 500 Arbitrage : Serge Gumienny |
| 16 décembre 2009 21 h 05     | Rapport         |     |                                         | Spectateurs : 27 500 Arbitrage : Serge Gumienny | Spectateurs : 27 500 Arbitrage : Serge Gumienny |

##### Classement
| Rang | Équipe          | Pts | J | G | N | P | Bp | Bc | Diff |  | Résultats (▼ dom., ► ext.) |     |     |     |     |
| ---- | --------------- | --- | - | - | - | - | -- | -- | ---- |  | -------------------------- | --- | --- | --- | --- |
| 1    | Werder Brême    | 16  | 6 | 5 | 1 | 0 | 17 | 6  | +11  |  | Werder Brême               |     | 3-1 | 4-1 | 2-0 |
| 2    | Athletic Bilbao | 10  | 6 | 3 | 1 | 2 | 10 | 8  | +2   |  | Athletic Bilbao            | 0-3 |     | 2-1 | 3-0 |
| 3    | CD Nacional     | 5   | 6 | 1 | 2 | 3 | 11 | 12 | -1   |  | CD Nacional                | 2-3 | 1-1 |     | 5-1 |
| 4    | Austria Vienne  | 2   | 6 | 0 | 2 | 4 | 4  | 16 | -12  |  | Austria Vienne             | 2-2 | 0-3 | 1-1 |     |

#### Phase finale
| Seizièmes de finale – Match aller | FC Twente   | 1–0 | Werder Brême | De Grolsch Veste, Enschede                        |                                                   |
| 18 février 2010 18 h              | Janssen 39e |     |              | Spectateurs : 22 000 Arbitrage : Lucilio Baptista | Spectateurs : 22 000 Arbitrage : Lucilio Baptista |
| 18 février 2010 18 h              | Rapport     |     |              | Spectateurs : 22 000 Arbitrage : Lucilio Baptista | Spectateurs : 22 000 Arbitrage : Lucilio Baptista |

| Seizièmes de finale – Match retour | Werder Brême                    | 4–1 | FC Twente   | Weserstadion, Brême                                 |                                                     |
| 25 février 2010 18 h               | Pizarro 15e 20e 58e · Naldo 27e |     | de Jong 33e | Spectateurs : 20 963 Arbitrage : Kristinn Jakobsson | Spectateurs : 20 963 Arbitrage : Kristinn Jakobsson |
| 25 février 2010 18 h               | Rapport                         |     |             | Spectateurs : 20 963 Arbitrage : Kristinn Jakobsson | Spectateurs : 20 963 Arbitrage : Kristinn Jakobsson |

Le Werder remporte la manche 4–2.
| Huitièmes de finale – Match aller | Valence CF            | 1–1 | Werder Brême      | Estadio de Mestalla, Valence                     |                                                  |
| 11 mars 2010 21 h 05              | Banega 55e · Mata 57e |     | Frings 24e (pen.) | Spectateurs : 37 223 Arbitrage : Martin Atkinson | Spectateurs : 37 223 Arbitrage : Martin Atkinson |
| 11 mars 2010 21 h 05              | Rapport               |     |                   | Spectateurs : 37 223 Arbitrage : Martin Atkinson | Spectateurs : 37 223 Arbitrage : Martin Atkinson |

| Huitièmes de finale – Match retour | Werder Brême                                              | 4–4 | Valence CF                  | Weserstadion, Brême                         |                                             |
| 18 mars 2010 19 h                  | Almeida 26e · Frings 57e (pen.) · Marin 62e · Pizarro 84e |     | Villa 3e 45e 66e · Mata 15e | Spectateurs : 24 200 Arbitrage : Kevin Blom | Spectateurs : 24 200 Arbitrage : Kevin Blom |
| 18 mars 2010 19 h                  | Rapport                                                   |     |                             | Spectateurs : 24 200 Arbitrage : Kevin Blom | Spectateurs : 24 200 Arbitrage : Kevin Blom |

Le Werder perd la manche 5–5 via la règle des buts marqués à l'extérieur.

### Rencontres amicales
| Match n°1           | Werder Brême                 | 2–2 | Rot-Weiss Essen (D4) | Sportplatz an der Mühle, Norderney |                     |
| 7 juillet 2009 19 h | Almeida 2e · Husejinović 61e |     | Lemke 61e 85e        | Spectateurs : 3 000                | Spectateurs : 3 000 |
| 7 juillet 2009 19 h | Rapport                      |     |                      | Spectateurs : 3 000                | Spectateurs : 3 000 |

| Match n°2            | (D1) Sturm Graz | 0–0 | Werder Brême | UPC-Arena, Graz                                 |                                                 |
| 11 juillet 2009 17 h |                 |     |              | Spectateurs : 14 260 Arbitrage : Stefan Messner | Spectateurs : 14 260 Arbitrage : Stefan Messner |
| 11 juillet 2009 17 h | Rapport         |     |              | Spectateurs : 14 260 Arbitrage : Stefan Messner | Spectateurs : 14 260 Arbitrage : Stefan Messner |

| Match n°3            | Werder Brême                                                                 | 5–2 | FK Jablonec (D1)         | Sonnenseestadion, Ritzing (Autriche)            |                                                 |
| 15 juillet 2009 18 h | Frings 18e (pen.) · Almeida 51e · Pasanen 59e · Futács 72e · Husejinović 88e |     | Lafata 24e · Vuković 68e | Spectateurs : 1 000 Arbitrage : Benjamin Steuer | Spectateurs : 1 000 Arbitrage : Benjamin Steuer |
| 15 juillet 2009 18 h | Rapport                                                                      |     |                          | Spectateurs : 1 000 Arbitrage : Benjamin Steuer | Spectateurs : 1 000 Arbitrage : Benjamin Steuer |

| Match n°4               | (D2) FSV Francfort | 1–2 | Werder Brême                | Volksbank Stadion, Francfort-sur-le-Main     |                                              |
| 23 juillet 2009 20 h 15 | Kujabi 81e         |     | Almeida 44e · Bargfrede 55e | Spectateurs : 10 500 Arbitrage : Lutz Wagner | Spectateurs : 10 500 Arbitrage : Lutz Wagner |
| 23 juillet 2009 20 h 15 | Rapport            |     |                             | Spectateurs : 10 500 Arbitrage : Lutz Wagner | Spectateurs : 10 500 Arbitrage : Lutz Wagner |

| Match n°5            | (D2) Alemannia Aachen              | 3–2 | Werder Brême           | Tivoli, Aix-la-Chapelle                        |                                                |
| 26 juillet 2009 19 h | Németh 14e · Müller 44e · Auer 45e |     | Marin 54e · Sanogo 83e | Spectateurs : 16 056 Arbitrage : Thomas Metzen | Spectateurs : 16 056 Arbitrage : Thomas Metzen |
| 26 juillet 2009 19 h | Rapport                            |     |                        | Spectateurs : 16 056 Arbitrage : Thomas Metzen | Spectateurs : 16 056 Arbitrage : Thomas Metzen |

| Match n°6            | Werder Brême                      | 2–2             | Valence CF (D1)                  | Vivaris Arena, Meppen                            |                                                  |
| 28 juillet 2009 19 h | Almeida 29e · Özil 31e (pen.)     |                 | Žigić 58e 76e                    | Spectateurs : 10 000 Arbitrage : Peter Gagelmann | Spectateurs : 10 000 Arbitrage : Peter Gagelmann |
| 28 juillet 2009 19 h | Rapport                           |                 |                                  | Spectateurs : 10 000 Arbitrage : Peter Gagelmann | Spectateurs : 10 000 Arbitrage : Peter Gagelmann |
| 28 juillet 2009 19 h | Hunt · Bargfrede · Naldo · Moreno | Tirs au but 2–4 | Carleto · Alba · Žigić · Joaquin | Spectateurs : 10 000 Arbitrage : Peter Gagelmann | Spectateurs : 10 000 Arbitrage : Peter Gagelmann |